# Прусське королівство
Пру́сське королі́вство (нім. Königreich Preußen вимова [ˈkøːnɪkʁaɪç ˈpʁɔʏsn̩] ( прослухати)) — у 1701—1918 роках німецька монархічна держава у Центрально-Східній Європі з центром в історичній Пруссії. Утворилося на основі Бранденбурзького маркграфства і Прусського герцогства (Бранденбург-Пруссія). Протягом XVIII—XIX століть конкурувало з Австрією за об'єднання німецьких земель. Вело перманентні війни з сусідами: Францією, Данією, Росією, Польщею. 1871 року стало державою, на основі якої постала Німецька імперія; перетворене на федеральний штат цієї імперії. Керувалося королями з німецької династії Гогенцоллернів, які від 1871 року носили титул німецьких імператорів. Столиця — Берлін, центр Бранденбурзької землі. Після поразки Німеччини в Першій світовій війні перетворене на Вільну державу Пруссія, федеральний штат у складі Веймарської Німеччини.

## Історія

### 1701: Підйом Бранденбургу
Фрідріх Вільгельм, «великий курфюрст» Бранденбург-Пруссії, помер в 1688. Його спадок перейшов до його сина Фрідріха III (1688—1701) який став королем Пруссії Фрідріхом I (1701—1713). За винятком Прусського герцогства, всі землі Бранденбургу були частиною Священної Римської імперії, номінально під владою Габсбургів. Оскільки існував лише один король німців у межах імперії, Фрідріх згідно з санкцією імператора Леопольда I (в обмін на союз проти Франції у війні за Іспанський спадок) коронувався королем нової держави (18 січня 1701) під титулом «король Пруссії» на основі його не-імперських територій. Назва отримала загальне визнання згідно з Утрехтським договором (1713).

### 1702—1740:Заснування королівства
Територія королівства була розкидана більш ніж на 1200 км: від земель Прусського герцогства на південно-східному узбережжі Балтійського моря, до серця Гогенцоллернів — Бранденбургу, з ексклавами — Клевське герцогство, Маркське і Равенсберзькі графства в Рейнланді. Новітнє Прусське королівство було дуже бідним — важко йшло відновлення після Тридцятирічної війни. У 1708, приблизно одна третина населення герцогства Пруссія стало жертвою бубонної чуми. Чума досягла Пренцлау в серпні 1710 року, але врешті-решт відступила, не досягши столиці — Берліна, який був лише на відстані 80 км.
Швеція, зазнавши поразки від Росії, Саксонії, Польщі, Данії-Норвегії, Ганноверу і Пруссії в Північній війні (1700—1721) втратила території на південному узбережжі Балтійського моря. За пруссько-шведським договором, підписаним у Стокгольмі (січень 1720), Пруссія отримала Щецин та інші території Швеції у Померанії.

### 1740—1760: Сілезькі війни
У 1740 році король Фрідріх II посів трон. Використавши за привід договір 1537 (на договір наклав вето імператор Фердинанд I), згідно з яким Сілезія мала перейти до Бранденбурга після переривання її правлячої династії П'ястів, Фрідріх вдерся до Сілезії, що спричинило Війну за австрійський спадщину. Після швидкої окупації Сілезії Фрідріх викликався захищати архікнягиню Марію Терезію Австрійську, якщо край буде переданий йому. Пропозицією знехтували, але Австрія зіштовхнулась з іншими супротивниками, і Фрідріху врешті вдалось отримати офіційні територіальні поступки, згідно з Берлінським договором у 1742 році.
На подив багатьом, Австрії вдалось успішно відновити війну. У 1744 році Фрідріх знову вдерся, щоб уникнути репресій і претензій, цього разу до Богемії. Він зазнав невдачі, але французький тиск на Австрію, союзника Великої Британії призвів до серії договорів і компромісів, внаслідок чого 1748 року був підписаний Другий Аахенський договір, який відновив мир і віддав Пруссії у володіння велику частину Сілезії.
Після приниження через втрату Сілезії, Австрія працювала для забезпечення альянсу з Францією і Росією («Дипломатична революція»), тоді як Пруссія мала проблеми в коаліції з Великою Британією. Крім того, вторгнення Фрідріха до Саксонії та Богемії протягом декількох місяців в 1756—1757 роках призвело до Семирічної війни.
Ця війна була відчайдушною боротьбою прусської армії проти багатьох Європейських держав, що свідчить про високу її боєздатність. Коаліції Австрії, Росії, Франції, Швеції протистояла лише Пруссія, Ганновер і Велика Британія. Фрідріху вдалося запобігати серйозному вторгненню на свої терени до жовтня 1760 року, коли російська армія тимчасово окупувала Берлін і Кенігсберг. Ситуація поступово погіршувалась, проте після смерті імператриці Єлизавети Петрівни (диво Бранденбурзької династії) різко змінилась. Приєднання до коаліції з Пруссією Петра III усунуло східний фронт. Швеція також вийшла з війни приблизно одночасно.
Після перемоги над австрійською армією в битві при Буркерсдорфі Пруссії нарешті вдалось закріпити Status quo ante bellum на континенті. Цей результат підтвердив провідну роль Пруссії серед німецьких держав і створення країни на рівні великої європейської держави. Фрідріх, приголомшений майже доконаною поразкою Пруссії, провів решту своїх днів як мирний керманич.

### 1772, 1793, 1795: Поділи Польщі
На схід і південь від Пруссії розташовувалася Річ Посполита, яка поступово занепадала протягом XVIII століття. Стурбований збільшенням російського впливу в польських справах і можливим розширенням Російської імперії, Фрідріх взяв участь у першому з розділів Польщі між Росією, Пруссією і Австрією в 1772 році для підтримки балансу сил. Прусське королівство анексувало більшу частину польської провінції Королівська Пруссія, у тому числі Вармію; приєднанні терени утворили у наступному році провінцію Західна Пруссія. Нову територію, що увійшла до складу Східної Пруссії (територія, раніше відома як Прусське герцогство) в Померанії, об'єднали в королівство на східних територіях.
Після смерті Фрідріха в 1786, його племінник Фрідріх Вільгельм II продовжив розділи Польщі, що дозволило отримати значну частину західної Польщі в 1793.
1795 року Польське королівство перестало існувати і великі території (у тому числі Варшава) на південь від Східної Пруссії стали частиною Пруссії. Ці нові території організовано в провінціях Нова Сілезія, Південна Пруссія, і Нова Східна Пруссія.

### 1806—1815: Наполеонівські війни
У 1806 році Священна Римська імперія зникла в результаті наполеонівських перемог над Австрією. Титул курфюрст (виборний князь) Бранденбургу став безглуздим, і він був відкинутий. До того часу, Гогенцоллерни мали численні титули: глава євангельської церкви королівства, курфюрст, великий князь, герцог для різних регіонів і сфер його правління. Після 1806, залишився єдиний титул — король Пруссії.
В результаті поразки Пруссії в битві під Єною й Ауерштедтом в 1806 році король Фрідріх Вільгельм III вимушено тимчасово покинув Мемель. Згідно з Тільзитським договором в 1807 році, Пруссія втратила приблизно половину своєї території, включаючи землі, отримані в Другому і Третьому розділі Польщі (яка в той час стала герцогством Варшавським) і всі землі на захід від річки Ельби. Вся інша частина королівства була окупована французькими військами та король був вимушений створити альянс з Францією і приєднатися до Континентальної системи.
Після поразки Наполеона в Росії, Пруссія вийшла з альянсу й узяла участь у Війні Шостої коаліції під час «визвольної війни» (Befreiungskriege) проти французької окупації. Прусські війська під головуванням маршала Гебгарда Леберехта фон Блюхера внесли вклад в остаточну перемогу над Наполеоном у вирішальній битві під Ватерлоо в 1815 році.

### 1815: Пруссія після Наполеона

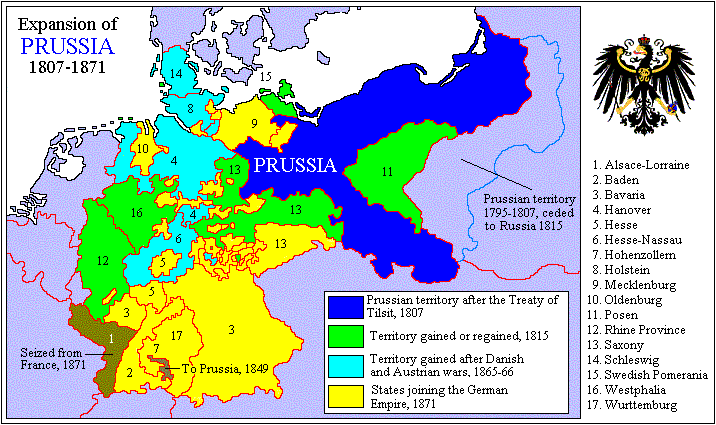
Експансія Пруссії 1807—1871

Пруссію, у винагороду за вклад в поразку Франції, запросили на Віденський конгрес, де вона не тільки отримала назад велику частину своїх територій, але і надбала 40 % Саксонського королівства і значну частину Рейнланду. Велику частину території, що відійшла до Пруссії в Третьому розділі Польщі, приєднано до Царства Польського в рамках Російської імперії.
З врахуванням цих змін в Пруссії, королівство реорганізовано в десять провінцій. Більша частина королівства, що не була в складі Східної Пруссії, Західної Пруссії, і Позена, стали частиною нового Німецького союзу, який прийшов на зміну скасованої Священної Римської імперії.
Як наслідок революції 1848 років князівства Гогенцоллерн-Зігмарінген і Гогенцоллерн-Гехінген (кадетська гілка династії Гогенцоллерн) приєднані до Пруссії в 1850 році.

### 1848—1871: Німецькі війни об'єднання

Наслідки Австро-Прусської війни (1866)
----
Пруссія
Прусський альянс: Італія і 14 німецьких держав
Австро-Угорщина
Австрійський альянс: 11 німецьких держав
Нейтральні держави: Ліхтенштейн, Лімбург, Люксембург, Рейсс (молодша гілка), Велике герцогство Саксен-Веймар-Айзенаське, Швварцбург-Рудольштадт
Прусське поглинання: Гановер, Провінція Шлезвіг-Гольштейн, Гессен, Гессен-Кассель, Нассау і Франкфурт

За наступні півстоліття після Віденського конгресу, виник конфлікт у Німецькому союзі між прибічниками ідеї формування єдиної німецької держави і збереження нинішнього збору невеликих німецьких держав і королівств. Створення Митного союзу Німеччини (Zollverein) в 1834 році, який виключав Австрійську імперію, збільшив прусський вплив на держави-члени. Як наслідок революцій 1848 року Франкфуртський парламент запропонував королю Фрідріху Вільгельму IV об'єднати Німеччину навколо його корони. Фрідріх Вільгельм відмовився від пропозиції на тій підставі, що революційні збори не можуть надавати королівських титулів. Але існували дві інші причини, чому він відмовився: на той час було мало зроблено, щоб покласти край внутрішній боротьбі за владу між Австрією і Пруссією, і всі прусські королі (аж до Вільгельма I) непокоїлись, що створення Німецької імперії означало б кінець незалежності Пруссії в рамках федерації.
У 1848 році дії Данії щодо герцогств Шлезвіг і Гольштейн призвели до Першої шлезвізької війни (1848—1851) між Данією і Німецьким союзом. Данія була переможена, але Пруссія під зовнішнім тиском вимушено віддала Данії обидва герцогства.
Фрідріх Вільгельм видав першу конституцію Пруссії в 1850 році. Цей документ — помірний за мірками того часу, але консервативний за сьогоднішніми стандартами — передбачав двопалатний парламент. Нижня палата, або Ландтаг обирався всіма платниками податків, яких розділили на три сорти, чиї голоси були зважені згідно з сумою податків, що сплачуються. Жінки і ті, хто не платили податки, не мали голосу. Це дозволило третині виборців контролювати 85 % від законодавчої влади. Верхня палата, яку згодом перейменували на Herrenhaus («Палата лордів»), призначалась королем. Він зберіг повністю виконавчу владу і міністри відповідали лише перед ним. Як результат, влада землевласницьких класів, юнкерів, залишалась непорушною, особливо в східних провінціях. У 1862 році Отто фон Бісмарк був призначений королем Вільгельмом I прем'єр-міністром Пруссії. Він працював, повний рішучості об'єднати німецькі держави під прусською владою, і, керуючи Пруссією під час трьох війн, кінець кінцем досяг цієї мети.
Перша з цих війн — Друга шлезвізька війна (1864), яку ініціювала Пруссія і якій вдалося отримати допомогу з Австрії. Данія зазнала поразки і віддала Шлезвіг і Гольштейн, Пруссії і Австрії відповідно.
Претензії на управління Шлезвігом і Гольштейном стали поштовхом до Австро-прусської війни 1866 року (відомій також як Семитижнева війна), де Пруссія, в союзі з Італійським королівством і різними північно-німецькими державами, оголосила війну Австрійський імперії і її союзникам. Після вирішальної перемоги Пруссії в Битві при Садовій, за Празьким мирним договором, укладеним 23 серпня Австрія передавала Пруссії Гольштейн, захоплений у Данії в 1864 році в ході австро-пруссько-данської війни (Пруссії тоді дістався Шлезвіг), і виходила з Німецького союзу. Спірні території Шлезвіг і Гольштейн перейшли під прусське правління і стали провінією Шлезвіг-Гольштейн. Італії дісталася Венеційська область. 
Політичним результатом війни 1866 року стала відмова Австрії від спроб об'єднання німецьких держав під своїм керівництвом і остаточний перехід гегемонії в Німеччині до Пруссії, що очолила Північнонімецький союз. Австрійська коаліція була зруйнована і деякі німецькі держави (Ганноверське королівство, Велике герцогство Гессенське, Нассауське герцогство і Вільне місто Франкфурт) приєднались до Пруссії. Пруссія значно розширила свою територію за рахунок дрібних німецьких держав і уклала секретні військові угоди з південнонімецькими державами Австрія опинилася поза союзом та німецькими справами.
З врахуванням цих територіальних досягнень, з'явилася можливість об'єднання прусських володінь у Рейнланд-Вестфалії з більшою частиною королівства. Саме в цей час Пруссія досягла найбільшої площі, і займала дві третини площі Німеччини. Пруссія залишалася в цих кордонах до кінця 1918 року.
Згідно з результатами війни Німецький союз був скасований . На його місці, Пруссія об'єднала 21 державу, на північ від річки Майн і утворила Північнонімецький союз в 1867 році. Пруссія домінувала в цьому новому утворенні, маючи чотири п'ятих його площі і населення. Її майже повний контроль був закріплений в конституції, написаній Бісмарком. Виконавча влада була покладена на президента; офіційно передана прусському королю, відповідно до спадкових прав. Канцлер відповідав лише перед ним. Був також двопалатний парламент. Нижня палата, або Рейхстаг (парламент), обирався на основі загального виборчого права чоловіків. Верхня палата, або Бундесрат (Федеральна рада) призначалась державною владою. Бундесрат був, на практиці, сильніше Рейхстагу. Пруссія мала 17 з 43 голосів, і могла легко контролювати співвідносини в рамках союзу з іншими державами. Південні німецькі держави (за винятком Австрії) вимушено погодилися на військові союзи з Пруссією. Бісмарк вважав що Малонімецький шлях об'єднання Німеччини значно легший до реалізації. Хоча король Вільгельм був повен рішучості зробити територіальні завоювання Австрії, але Бісмарк переконав його відмовитися від цієї ідеї. Тоді як Бісмарк хотів щоб Австрія не мала в майбутньому впливу на німецькі справи, але він все одно бачив, що Австрія могла б бути цінним союзником в майбутньому. Завершальною дією стала французько-прусська війна (1870), де Бісмарк переграв імператора Франції Наполеона III в оголошенні війни з Пруссією. Взаємодія німецьких держав покращилась після франко-прусської війни, німецькі держави швидко зібрали разом війська і перемогли Францію. Ця прусська перемога обумовила можливість створення Німецької імперії на чолі з імператором Вільгельмом I 18 січня 1871 року (170-річчя коронації першого прусського короля, Фрідріха I) в залі дзеркал у Версалі біля Парижа, в той час французька столиця знаходилася в облозі.

### 1871—1918: Підйом Пруссії та її падіння
Нова імперія Бісмарка стала однією з наймогутніших держав серед країн континентальної Європи. Панування Пруссії у новій імперії було майже настільки ж абсолютним, як це було у Північно-Німецькому союзі. Вона мала три п'яті площі імперії, і дві третини її населення. Імператорська корона успадковувалася династією Гогенцоллернів.
Проте, коріння майбутніх проблем знаходилися в глибоких відмінностях між імперською і прусською системами. Імперія мала систему загального і рівного виборчого права для всіх чоловіків старших 25 років. Водночас, Пруссія зберегла обмежувальні три класи, систему голосування, в якій 17,5 % населення контролювало всі сфери життя. Імперський канцлер був, за винятком двох періодів (січень-листопад 1873 і 1892—94), також прем'єр-міністром Пруссії, це означало, що впродовж більшої частини існування імперії, королю/імператору і прем'єр-міністру/канцлеру довелося шукати більшості в виборчих законодавчих органів двох абсолютно різних виборчих систем.
На момент створення імперії, Пруссія і Німеччина мали приблизно дві третини сільських районів. Проте, протягом наступних 20 років, положення змінилось; на міста і містечка вже доводилось дві третини населення. Проте і в королівстві і в імперії, межі округів так і не змінилися, щоб відбити зростання населення і вплив міст і містечок. Це означає, що сільські райони були просто перейменовані у 1890 році.
Бісмарк розумів, що інша частина Європи дещо скептично ставиться до сили нового Рейху, і звернув свою увагу на збереження миру на кшталт, Берлінського конгресу.
Вільгельм I помер в 1888 році, і наслідний принц змінив його на троні — Фрідріх III. Новий імператор, був англофілом і планував зробити широкі ліберальні реформи. Але він помер через 99 днів від сходження на трон і його змінив його 29-річний син, Вільгельм II. Як хлопчик, Вільгельм повстав проти своїх батьків в їх ліберальних намаганнях, і став пруссом під опікою Бісмарка. Новий кайзер швидко зіпсував стосунки з британською і російською королівською сім'єю (хоча і був тісно пов'язаний з ними), став їх суперником і зрештою ворогом. Вільгельм II відсторонив Бісмарка від посади в 1890 році та почав кампанію мілітаризації й авантюризму в зовнішній політиці, що зрештою привело Німеччину до ізоляції. Під час Австро-Угорського конфлікту з Сербією кайзер виїхав у відпустку, і поспішні плани мобілізації декількох держав призвели до катастрофи — Першої світової війни (1914—1918). За вихід з війни, більшовики погодились на окупацію великих регіонів західної частини Російської імперії, які межували з Пруссією, згідно з Берестейським миром (1918). Німецький контроль над цими територіями тривав лише декілька місяців, і припинився через поразки німецької армії та німецької революції, — які привели до відлучення кайзера від трону і його вигнання.
Післявоєнний Версальський договір, примусив Німеччину нести повну відповідальність за війну. Договір підписано у Версалі, в залі дзеркал, де Німецька імперія була створена. Після зречення Вільгельма II в 1918 році, Прусське королівство скасовано і замінено Вільною державою Пруссія.

## Адміністративний поділ

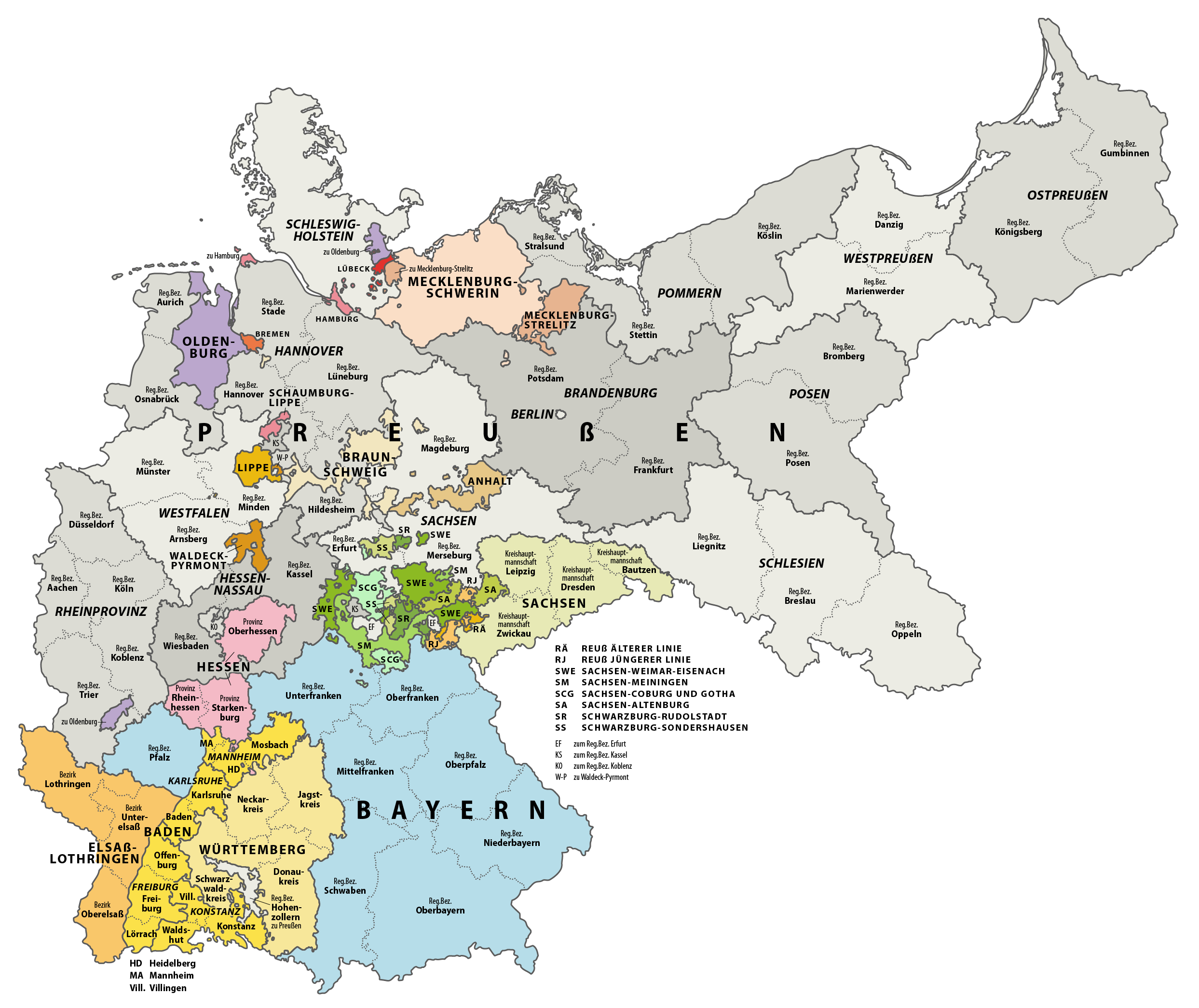
Адміністративний поділ Німецької імперії.

Основні території Прусського королівства — Бранденбурзьке маркграфство і Прусське герцогство, які утворили Бранденбург-Пруссію. Померанія приєднано до Пруссії у 1648 році. Разом з рядом територіальних придбань від Швеції в 1720 році, цей регіон пізніше став провінцією Померанія. Прусські успіхи у Сілезьких війнах привели до утворення провінції Сілезії в 1740 році. Після першого поділу Польщі в 1772 році, анексовані Королівська Пруссія і Вармія стали провінцією Західна Пруссія, тоді як герцогство Пруссія (разом з частиною Вармії) стала провінцією Східна Пруссія. Інша анексія теренів вздовж річки Нотець (Netze) привела до створення округу Нотець. Після другого і третього поділів (1793—1795), Пруссія утворила провінції Нова Сілезія, Південна Пруссія, і Нова Східна Пруссія, з округом Нотець, що розмежував Західну і Південну Пруссію. Ці три провінції, відійшли до Царства Польського згідно з рішеннями Віденського конгресу в 1815 році, за винятком західної частини Південної Пруссії, яка стала складовою частиною Великого Князівства Познанського.
Після великих успіхів на заході, досягнутих Пруссією після Віденського конгресу, було створено десять провінцій, кожна з яких підрозділялося ще на округи:
1. Східна Пруссія
2. Західна Пруссія
3. Бранденбург
4. Померанія
5. Велике герцогство Познанське
6. Саксонія
7. Сілезія
8. Вестфалія
9. Нижній Рейн
10. Юліх-Клеве-Берг

У 1822 році, в провінції Юліх-Клеве-Берг і Нижній Рейн були об'єднані у Рейнську провінцію. У 1829, провінції Східна і Західна Пруссія об'єдналися в провінцію Пруссія, але провінції знов були утворені в 1878 році. Князівства Гогенцоллерн-Зігмарінген і Гогенцоллерни-Гехінген були анексовані в 1850 р. і утворили провінцію Гогенцоллерн.
Після перемоги Пруссії в 1866 Австро-прусській війні, території анексовані Пруссією реорганізовані в три нові провінції: Ганновер, Гессен-Нассау, Шлезвіг-Гольштейн.

Східна Пруссія
Західна Пруссія
Бранденбург
Померанія
Познань
Саксонія
Сілезія
Вестфалія
Рейнланд
Гановер
Шлезвіг-Гольштейн
Гессен-Нассау
Гогенцоллерн
Берлін

## Державний устрій
- Королі Пруссії

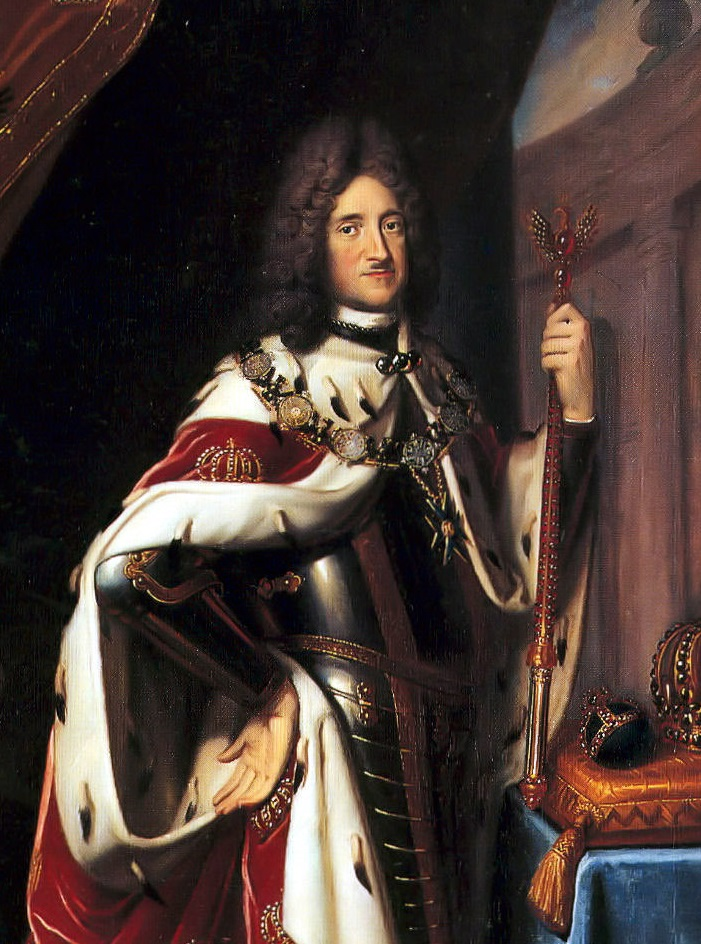
Фрідріх I (1650—1710)
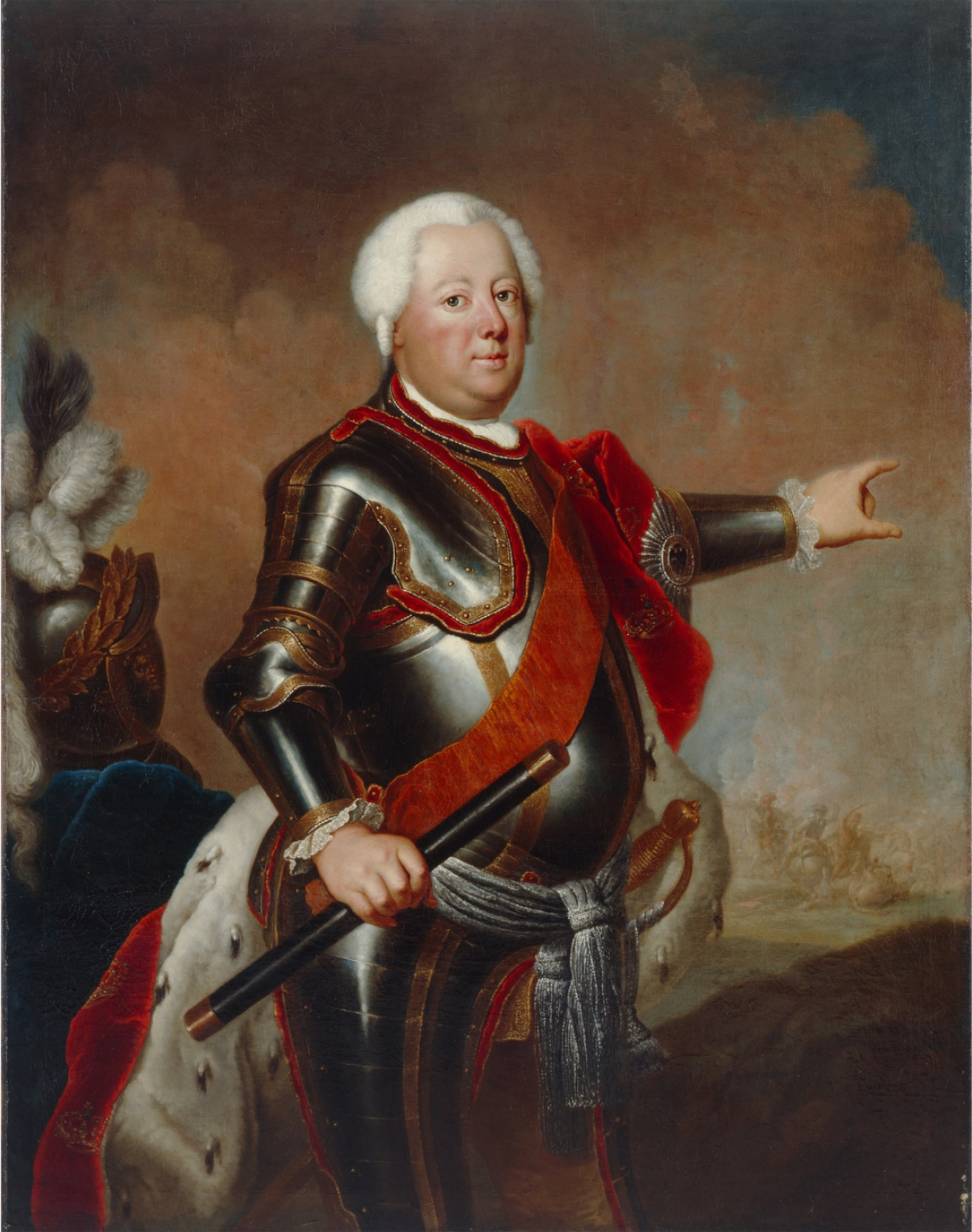
Фрідріх-Вільгельм I (1654—1712)
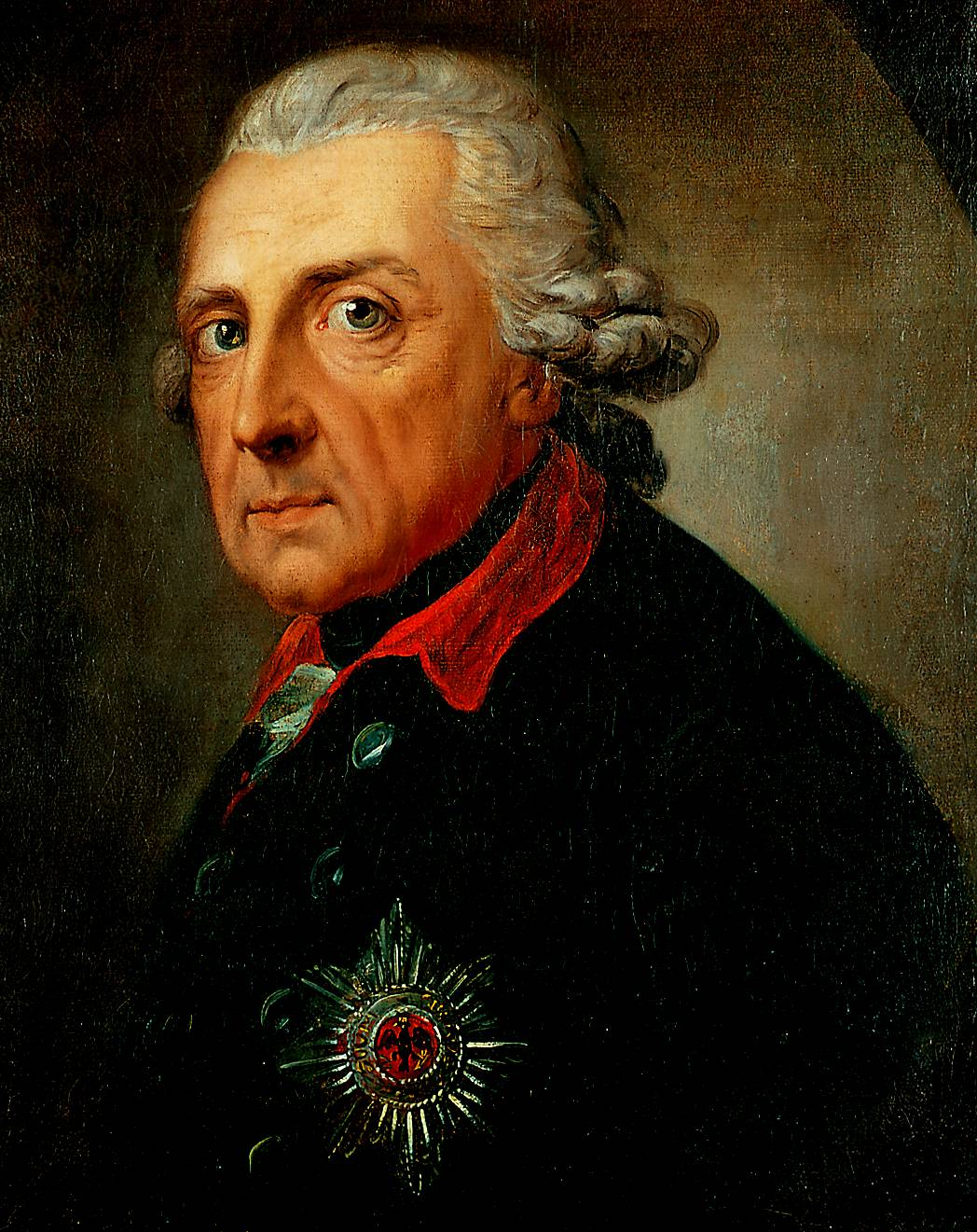
Фрідріх II Великий (1712—1723)
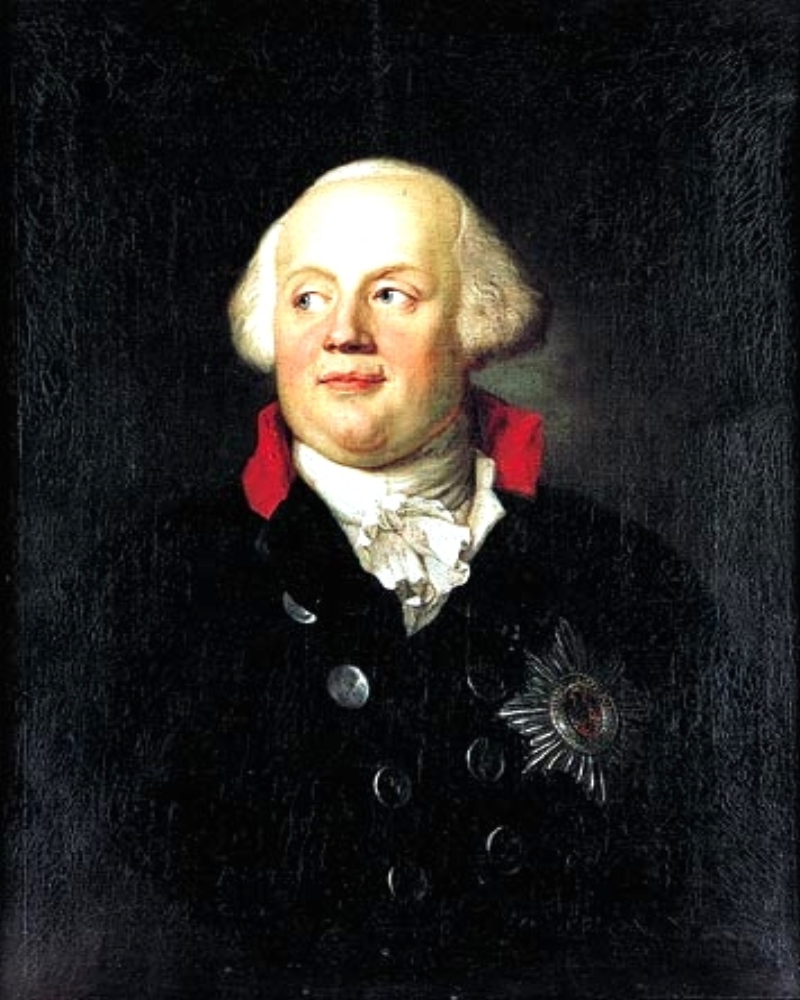
Фрідріх-Вільгельм II (1744—1790)
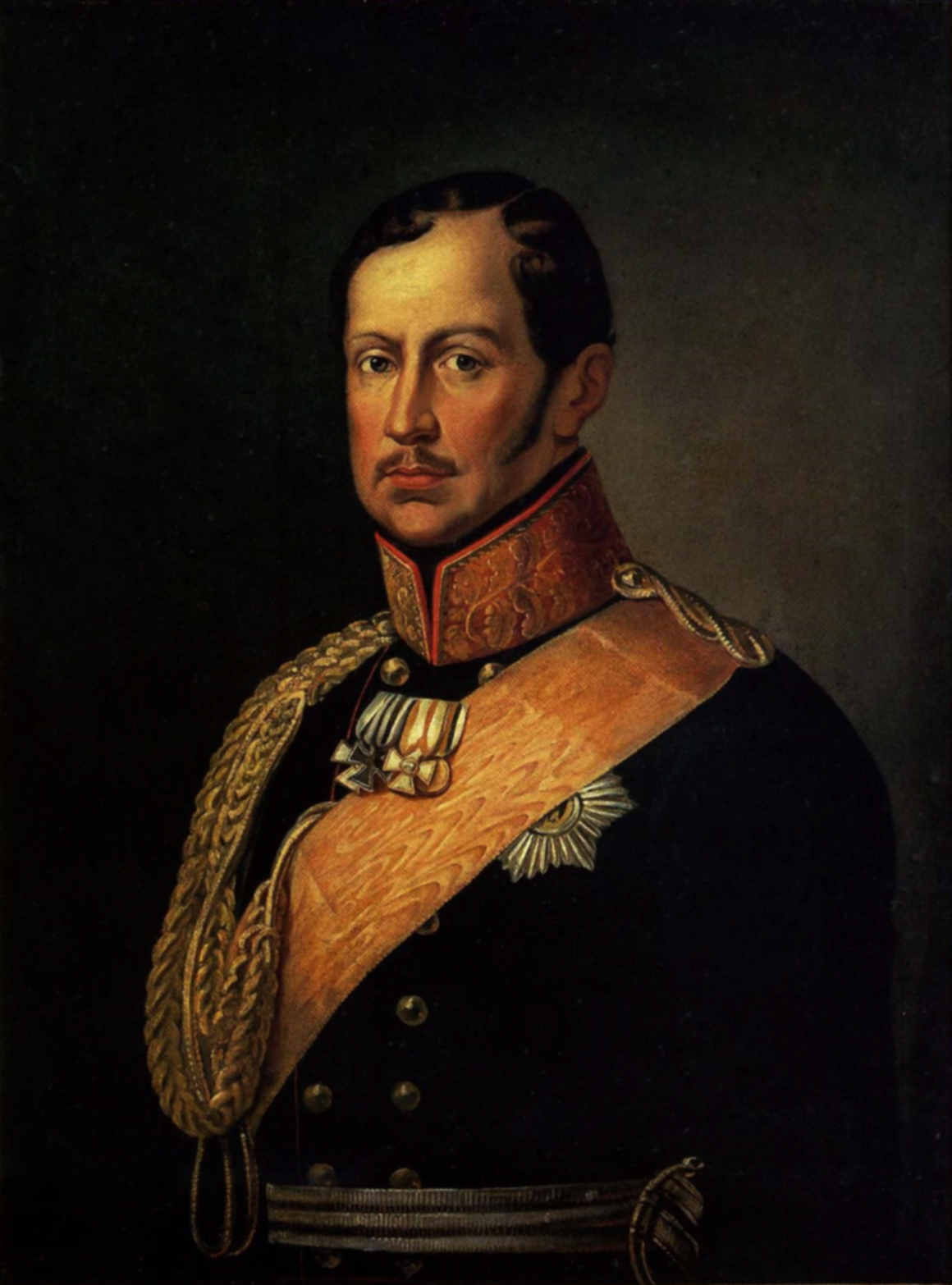
Фрідріх-Вільгельм III (1770—1880)
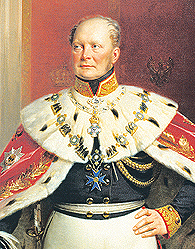
Фрідріх-Вільгельм IV (1795—1861)
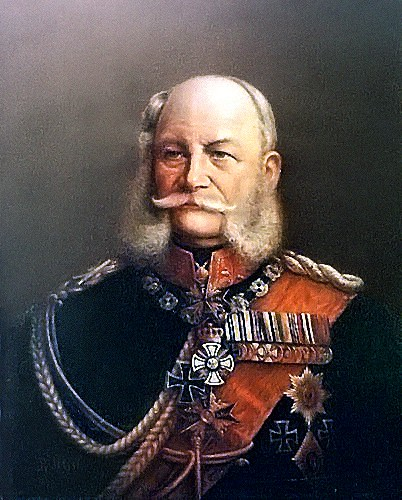
Вільгельм I (1797—1888)
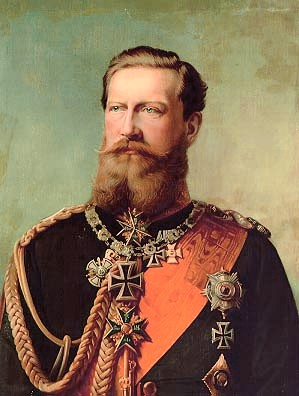
Фрідріх III (1831—1888)
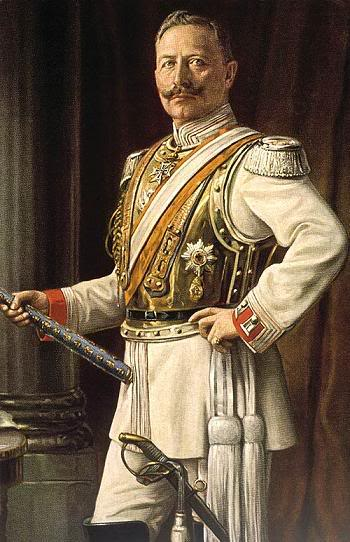
Вільгельм II (1859—1941)
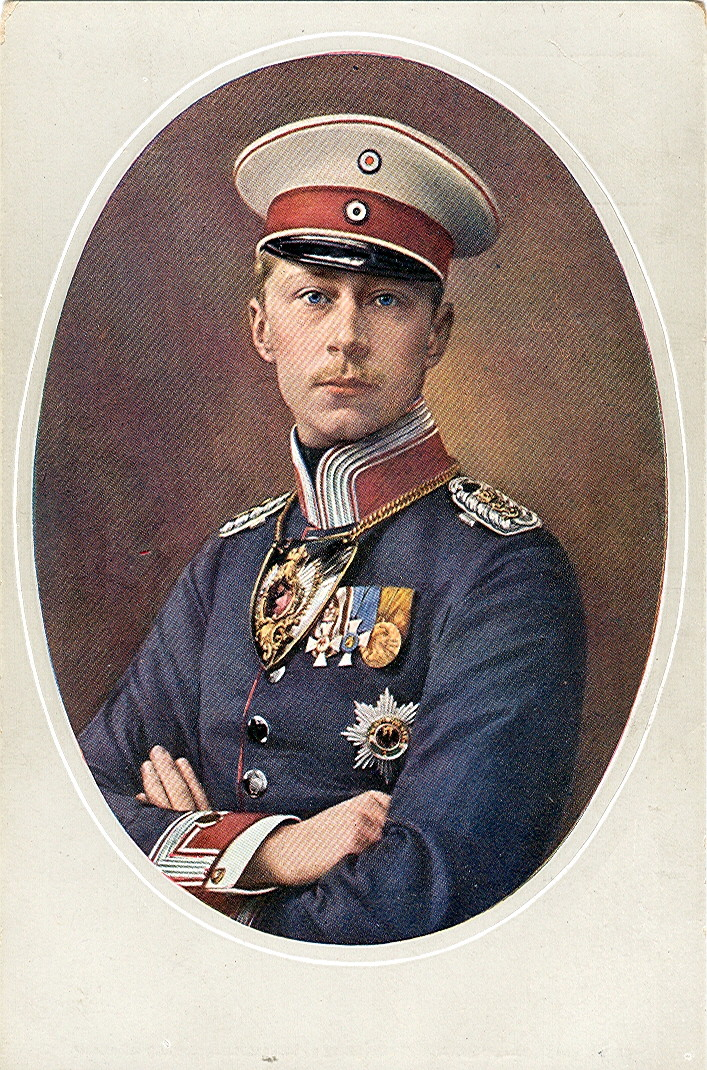
Вільгельм (кронпринц) (1882—1952)

## Збройні сили
- Прусська армія

### Війни
- Війни за участі Королівства Пруссії[en]

- 1700—1721: Велика Північна війна
- 1701—1714: Війна за іспанську спадщину
- 1740—1748: Війна за австрійську спадщину
  - 1740—1742: І Сілезька війна
  - 1744—1745: II Сілезька війна
- 1756—1763: Семирічна війна (III Сілезька війна)
  - 1757—1762: Померанська війна
- 1778—1779: Війна за баварську спадщину
- 1787: Прусське вторгнення в Голландію
- 1792—1802: Французькі революційні війни
- 1794: Повстання Костюшка
- 1793—1815: Наполеонівські війни
  - 1793—1797: Війна першої коаліції
  - 1806: Великопольське повстання
  - 1806—1807: Війна четвертої коаліції
  - 1812: Французько-російська війна
  - 1813—1814: Війна шостої коаліції
  - 1815: Війна сьомої коаліції
- 1848: Великопольське повстання
- 1848—1850: І Дансько-пруська війна
- 1864: II Дансько-пруська війна
- 1866: Австро-прусська війна
- 1870—1871: Французько-прусська війна
- 1914—1918: Перша світова війна

## Населення
| Рік  | Населення | Площа       |
| ---- | --------- | ----------- |
| 1713 | 1,6 млн   | 114.000 км² |
| 1740 | 2,4 млн   | 119.000 км² |
| 1786 | 5,4 млн   | 195.000 км² |
| 1795 | 8,7 млн   | 300.000 км² |
| 1806 | 9,7 млн   | 300.000 км² |
| 1807 | 4,9 млн   | 158.000 км² |
| 1816 | 10,3 млн  | 280.000 км² |
| 1840 | 15,0 млн  | 280.000 км² |
| 1861 | 18,5 млн  | 280.000 км² |
| 1871 | 24,6 млн  | 348.780 км² |
| 1880 | 27,0 млн  | 348.780 км² |
| 1910 | 40,2 млн  | 348.780 км² |

## Культура
- Фундація прусської культурної спадщини

### Архітектура

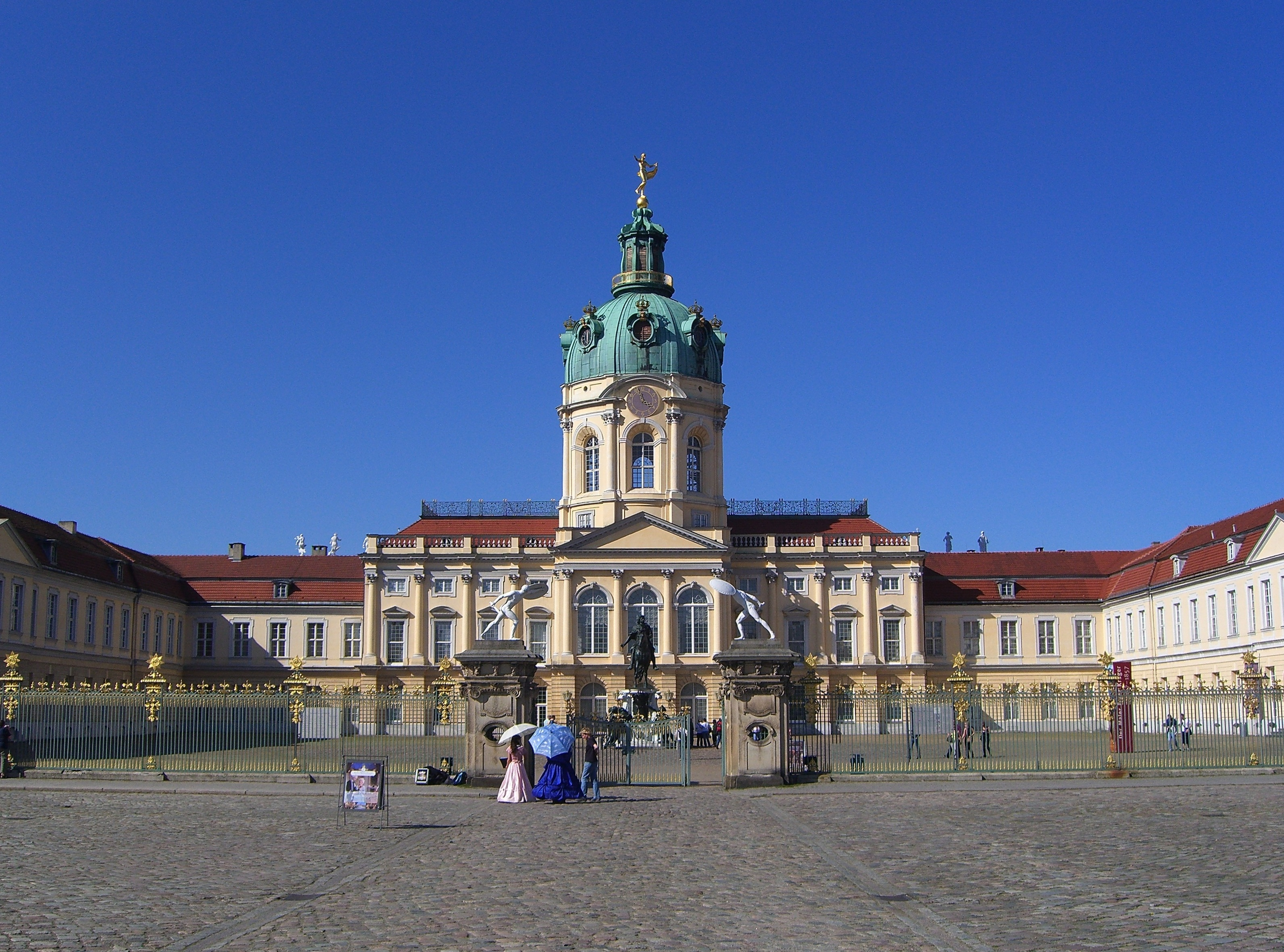
Палац Шарлоттенбург (1713)
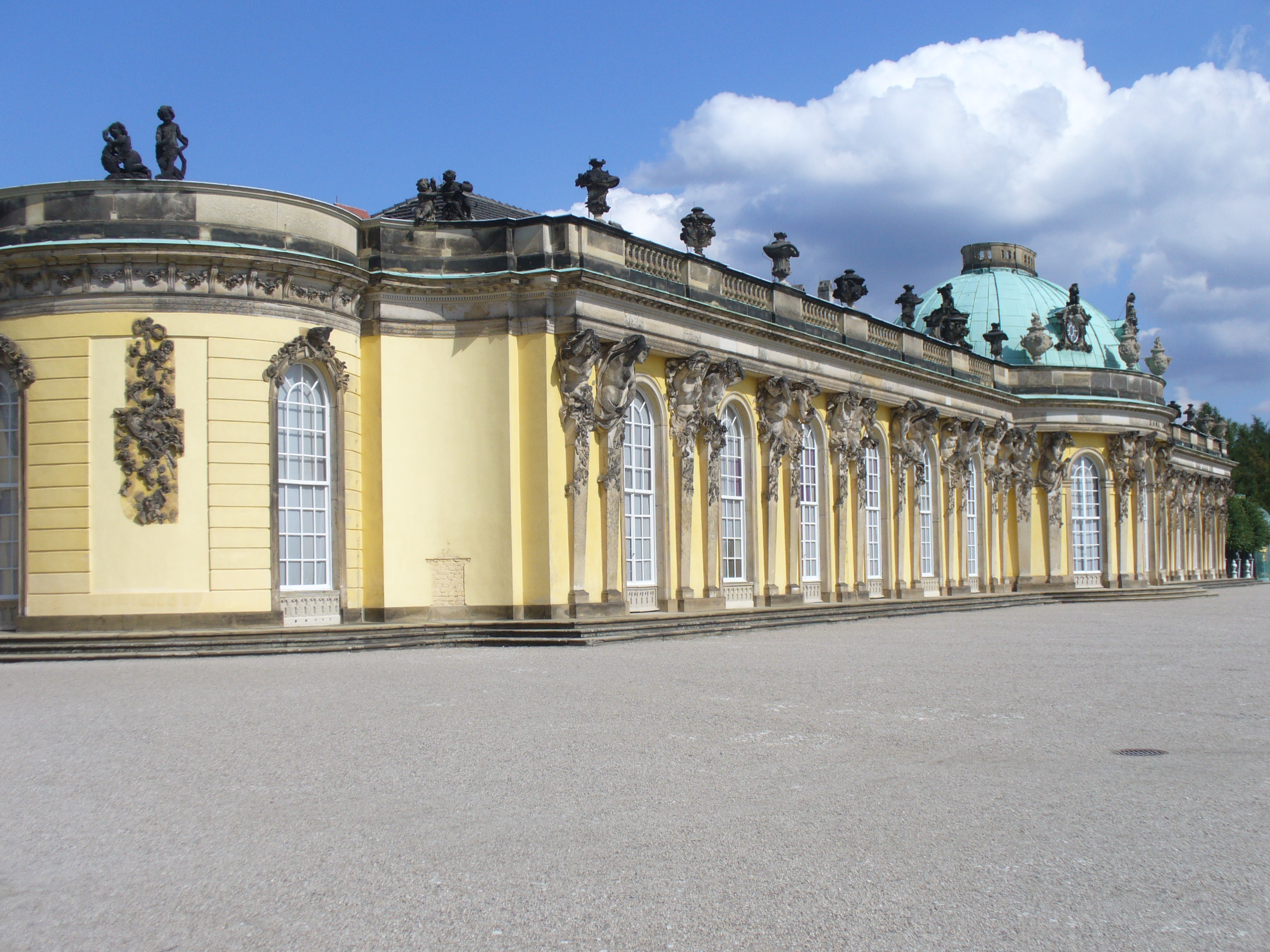
Палац Сансусі (1747)
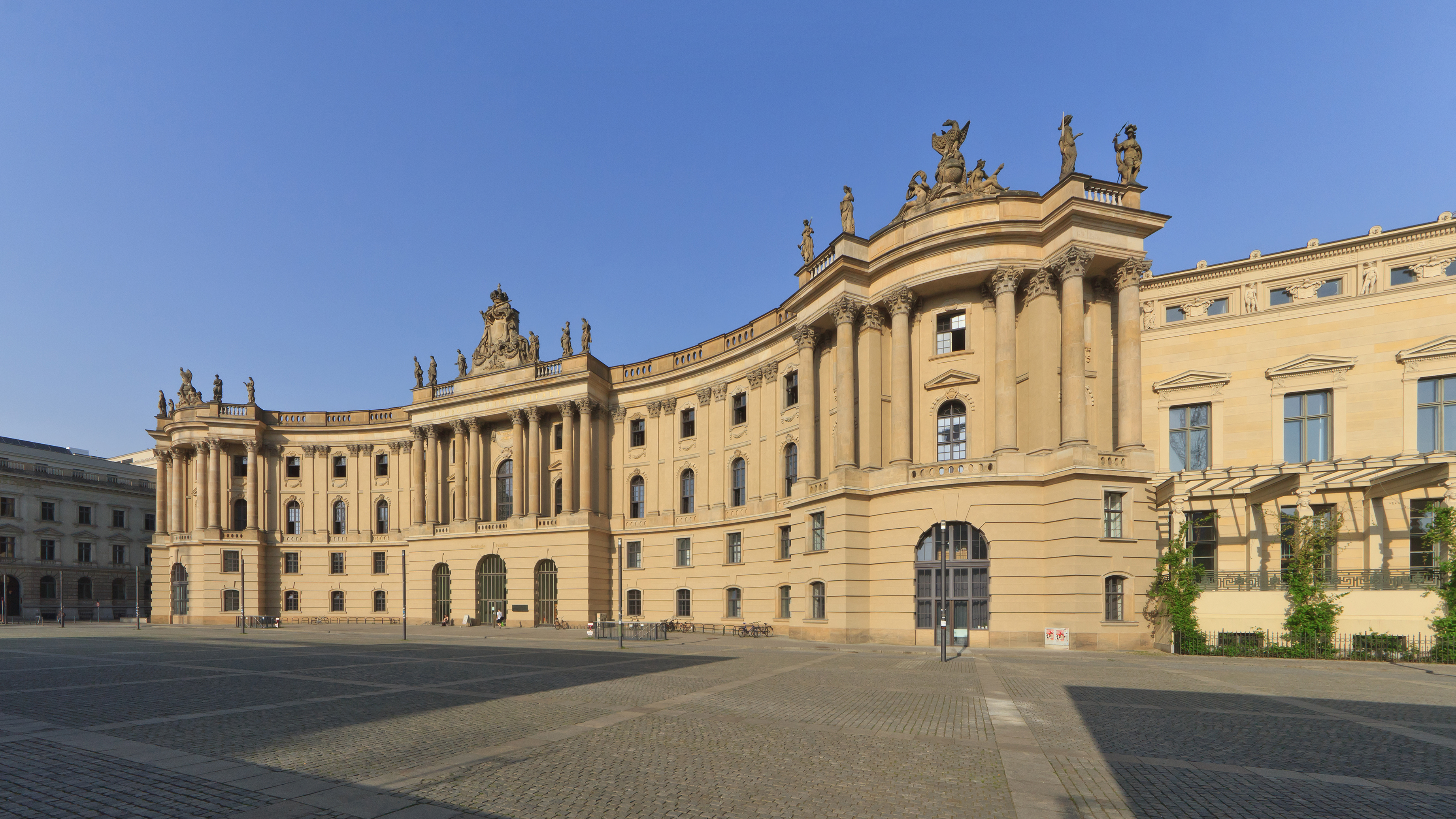
Стара Берлінська бібліотека (1780)
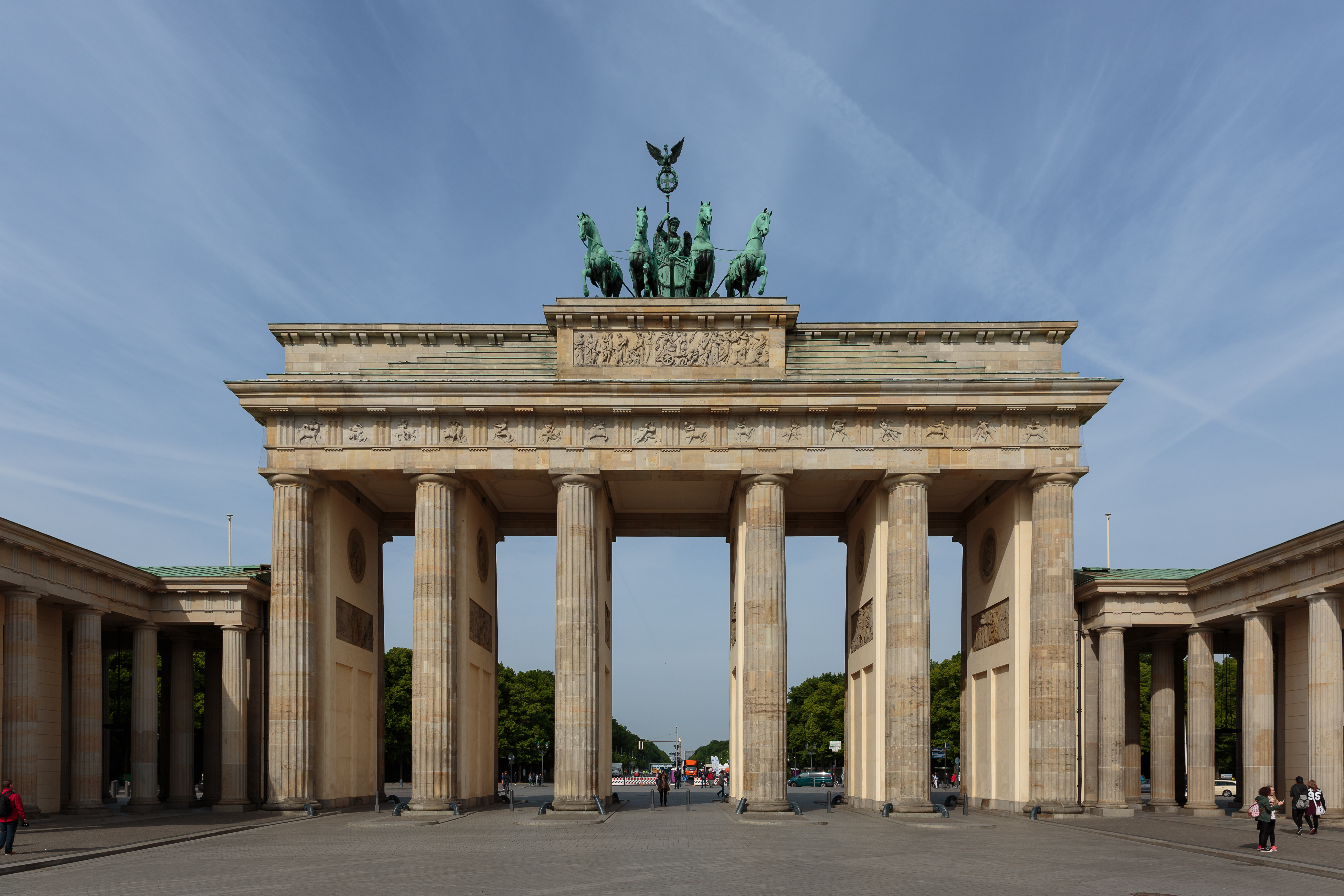
Бранденбурзькі ворота (1791)
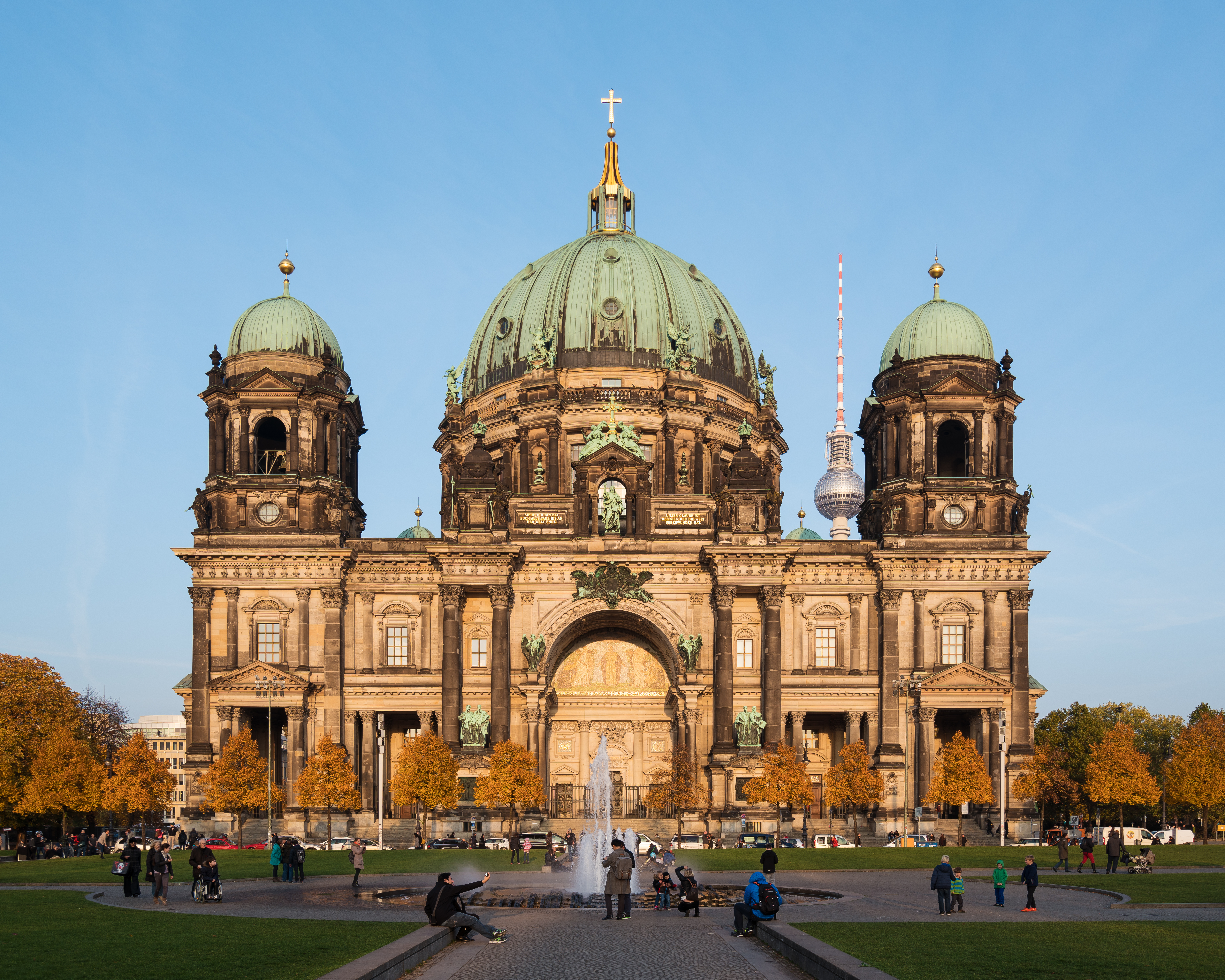
Берлінський собор (1905)

### Музика
Широко відома музична культура Пруссії, зокрема висококласні духові оркестри. Серед тромбоністів — Христофор Борк.

## Релігія
- Прусська унія